# Geitestoet

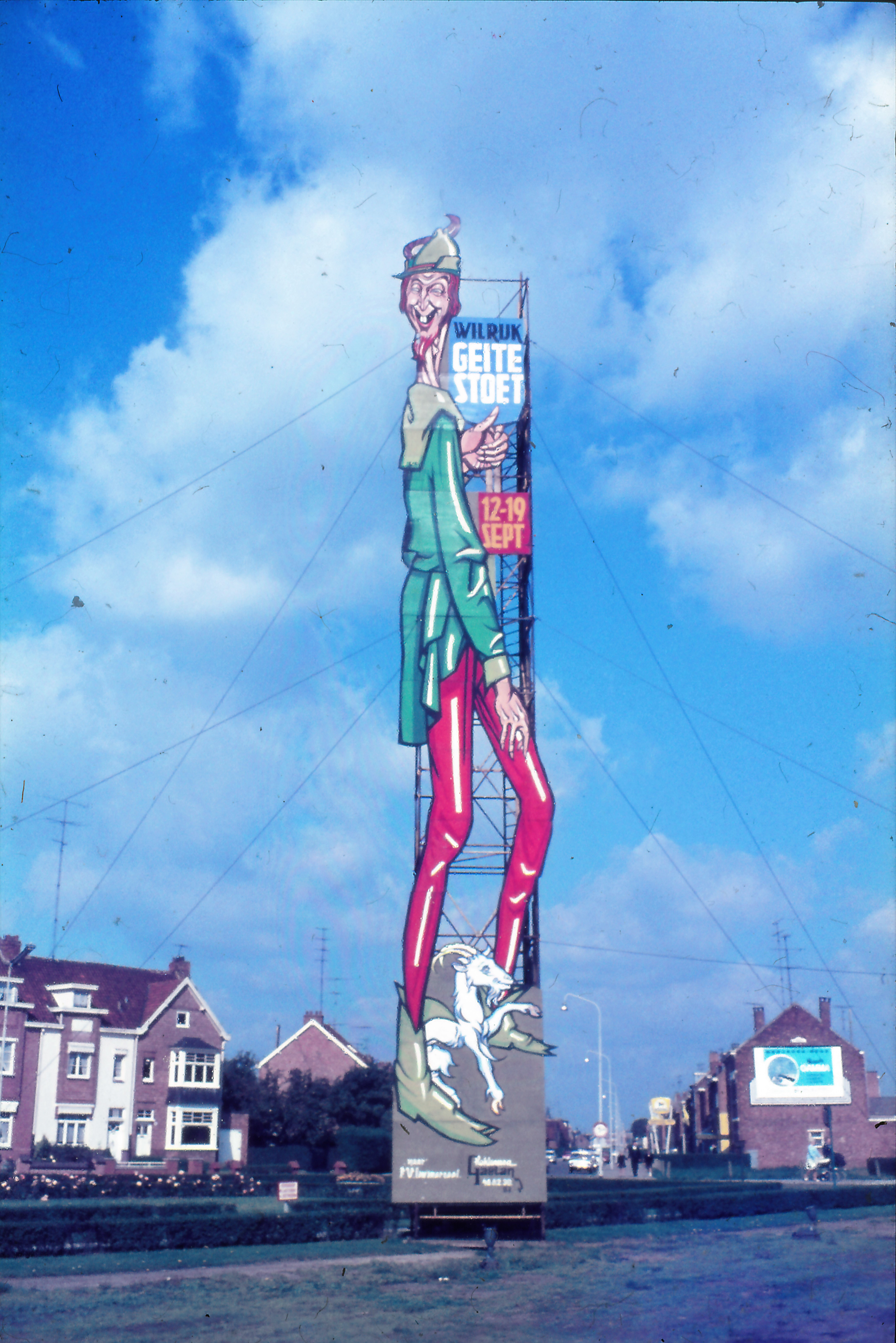
Een groot reclamebord waarop Lange Wapper zijn duim omhoog steekt. Aan zijn voeten ligt een geitje. Aankondiging voor de 1ste Geitestoet. Deze afbeelding stond op het plantsoen tussen Michel Geysemansstraat en Boomsesteenweg aan het begin van de Valkstraat in Wilrijk.

De Geitestoet is een historisch-folkloristische stoet die elke vijf jaar uitgaat in Wilrijk en telkens meer dan 60.000 toeschouwers lokt. De eerste Geitestoet ging uit in 1965.

## 1965

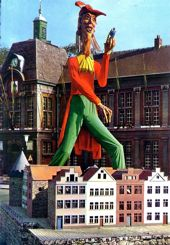
De praalwagen van Lange Wapper, 1965

In 1965 bestond Wilrijk 1200 jaar. Het feestjaar werd in september afgesloten met een historisch-folkloristische stoet. Hiervoor werd de Antwerpse kunstenaar en stoetenbouwer Frans Van Immerseel aangezocht. Omdat de Wilrijkenaren bekendstaan als Geitenkoppen, lag het voor de hand dat deze stoet als thema de geit moest hebben. 
De eerste Geitestoet ging uit op zondag 12 september 1965 en zondag 19 september 1965. De weergoden waren Wilrijk op 12 september niet gunstig gezind. De hele dag regende het pijpenstelen in het geitendorp, de stoet regende uit, met beschadigde en vervuilde kleding en praalwagens tot gevolg. Maar in een week tijd werd alles gerepareerd en op zondag 19 september ging de stoet uit onder een stralende zon.
Samenstelling van de stoet
Deel 1: Inleiding, hulde aan Wilrijk
Drie praalwagens domineerden het eerste deel van de stoet: de Maagdenwagen, het Schip en het Schoonselhof (symbool voor de Wilrijkse hoven van plaisantie).
Deel 2: Oorsprong, schrijfwijze en situering van Wilrijk
Wilrijk is ontstaan uit een Romeinse villa, dit stuk van de Wilrijkse geschiedenis werd uitgebeeld door de praalwagen Romeinse Villa in Volle Bedrijf. Vervolgens kwam de Scaldiswagen, die hulde bracht aan de god Scaldis, heer en meester over de Schelde. Aansluitend volgde de wagen van de walvis, met bovenop Cupido, die op schalkse wijze toeschouwers natspoot met zijn waterslang. 
Deel 3: Geschiedenis
In dit deel passeerden wagens als het Bouwen van de Sint-Bavokerk, een rijdende beiaard, de Vierschaar en de Verboden Mis van Pastoor Schatten. Ook missionaris en ontdekkingsreiziger Constant De Deken kwam aan bod in dit deel.
Deel 4: Folklore
Het hoogtepunt van de stoet was Lange Wapper, een praalwagen van 8,5 meter hoog met daarop het dorp Wilrijk en de hoog boven het dorp uitkomende kwelduivel Lange Wapper. Volgens de legende werd Lange Wapper geboren in het Wilrijkse gehucht Nachtegaal bij pachter Peer-Jan.

## Tentoonstelling van 1986
De Geitestoet was opgevat als een eenmalige stoet om het feestjaar 1965 af te sluiten. Maar de herinnering aan 1965 bleef levendig in Wilrijk. Van 7 juni tot 17 juni 1986 was in cultureel centrum De Kern een retrospectieve tentoonstelling over de Geitestoet. De tentoonstelling Geitestoet '65 lokte duizenden bezoekers en toonde nogmaals aan dat de Geitestoet nog steeds leefde in Wilrijk.

## 1990
De tentoonstelling uit 1986 had het vuur terug aangewakkerd en het plan werd opgevat om in 1990, 25 jaar na de eerste, een nieuwe Geitestoet te organiseren. In 1987 gingen op initiatief van het Wilrijkse Feestcomité een aantal betrokkenen rond de tafel zitten om te bekijken of een tweede Geitestoet mogelijk was. In april 1988 werd het project voor de tweede Geitestoet voorgesteld in het CC De Kern. Op 26 januari 1989 werd de vzw Geitestoet opgericht. Voor de regie werd Bruggeling Etienne Mommerency aangezocht (tot dan was hij assistent-regisseur geweest van de bekende stoetenbouwer Frans Vromman).
In de loop van 1989 en 1990 werden er nieuwe praalwagens gebouwd en werd de praalwagen van Lange Wapper grondig gerestaureerd en op zondag 16 september 1990 trok de tweede Geitestoet door de straten van Wilrijk. 
Samenstelling van de stoet
Etienne Mommerency greep voor de samenstelling van de tweede stoet terug naar de thema's van de eerste Geitestoet, maar wijzigde de vorm lichtjes:
Deel 1: Wilrijk, Rijk aan Geschiedenis
Deel 2: Wilrijk, Rijk aan Folklore
Deel 3: Wilrijk, het Geitendorp
Deel 4: Wilrijk, het Rijk van Lange Wapper
Het succes van de tweede Geitestoet was overweldigend en er werd beslist om van de Geitestoet een vijfjaarlijkse traditie te maken.

## 1995

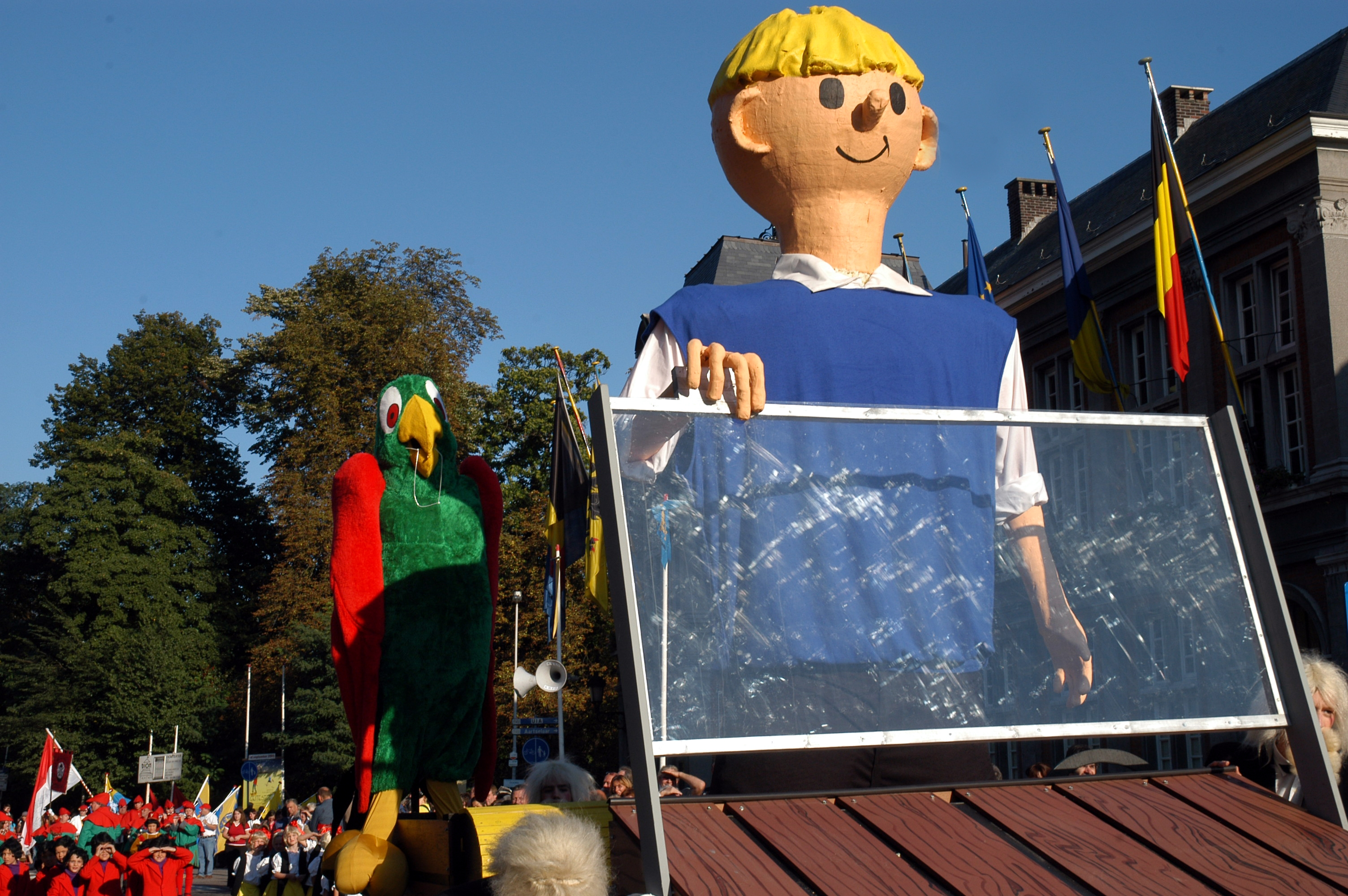
Praalwagen: De grasmobiel (2005)

Op zondag 17 september 1995 trok de derde Geitestoet door de Wilrijkse straten, opnieuw in een regie van Etienne Mommerency.

## 2000

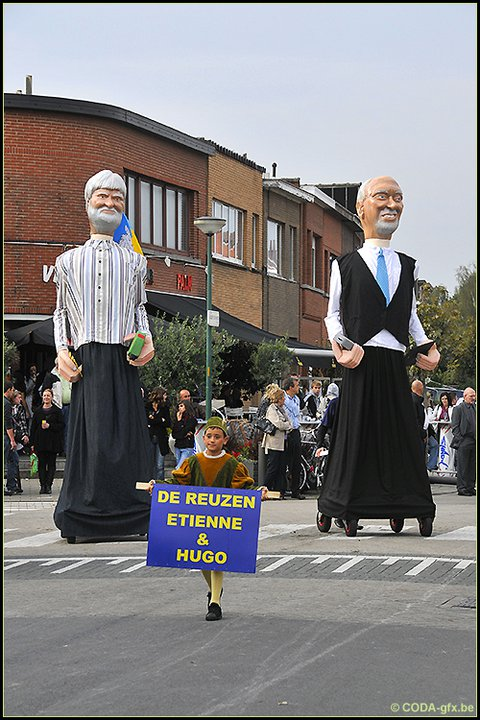
De reuzen Hugo en Etienne (2010)

De vierde Geitestoet ging uit op zondag 17 september 2000 in een regie van Etienne Mommerency met als thema: Een schalkse reis door de tijd.

## 2005
Op zondag 18 september 2005 ging de vijfde Geitestoet uit in een regie van Etienne Mommerency. Voor het eerst ging ook een praalwagen mee die Jommeke, die vijftig werd, uitbeelde. Jommeke is het geesteskind van Wilrijkenaar Jef Nys. Voor de eerste keer in de Geitestoet en voor het eerst sinds de bevrijding reed er een Engelse tank door de staten van Wilrijk. Lange Wapper sloot traditiegetrouw de stoet af.

## 2010
Op zondag 19 september 2010 trok de zesde Geitestoet door de straten van Wilrijk. Net als bij voorbije edities is de regie in handen van Etienne Mommerency. Technisch verantwoordelijke is Hugo Berckmoes.
Voor het eerst gaan de reuzen Hugo en Etienne mee in de stoet. Zij werden, samen met Lange Wapper, opgenomen in het Reuzengesprek van de stad Antwerpen waarin alle Antwerpse reuzen vertegenwoordigd zijn. De stoet met 12 praalwagens en 1500 gekostumeerde deelnemers lokte naar schatting 75000 toeschouwers.

## 2015
De zevende Geitestoet trok zondag 20 september 2015 door de straten van Wilrijk dat ondertussen 1250 jaar bestaat. Voor het laatst Etienne Mommerency in voor de regie. Deze jubileumeditie van de Geitestoet met 1200 figuranten, trok een record van 85000 toeschouwers. De Maagdenwagen uit 1634 en de Zegewagen van Calloo, gebouwd in 1638 konden niet uitrijden omwille van veiligheidsrisico's.

## 2022

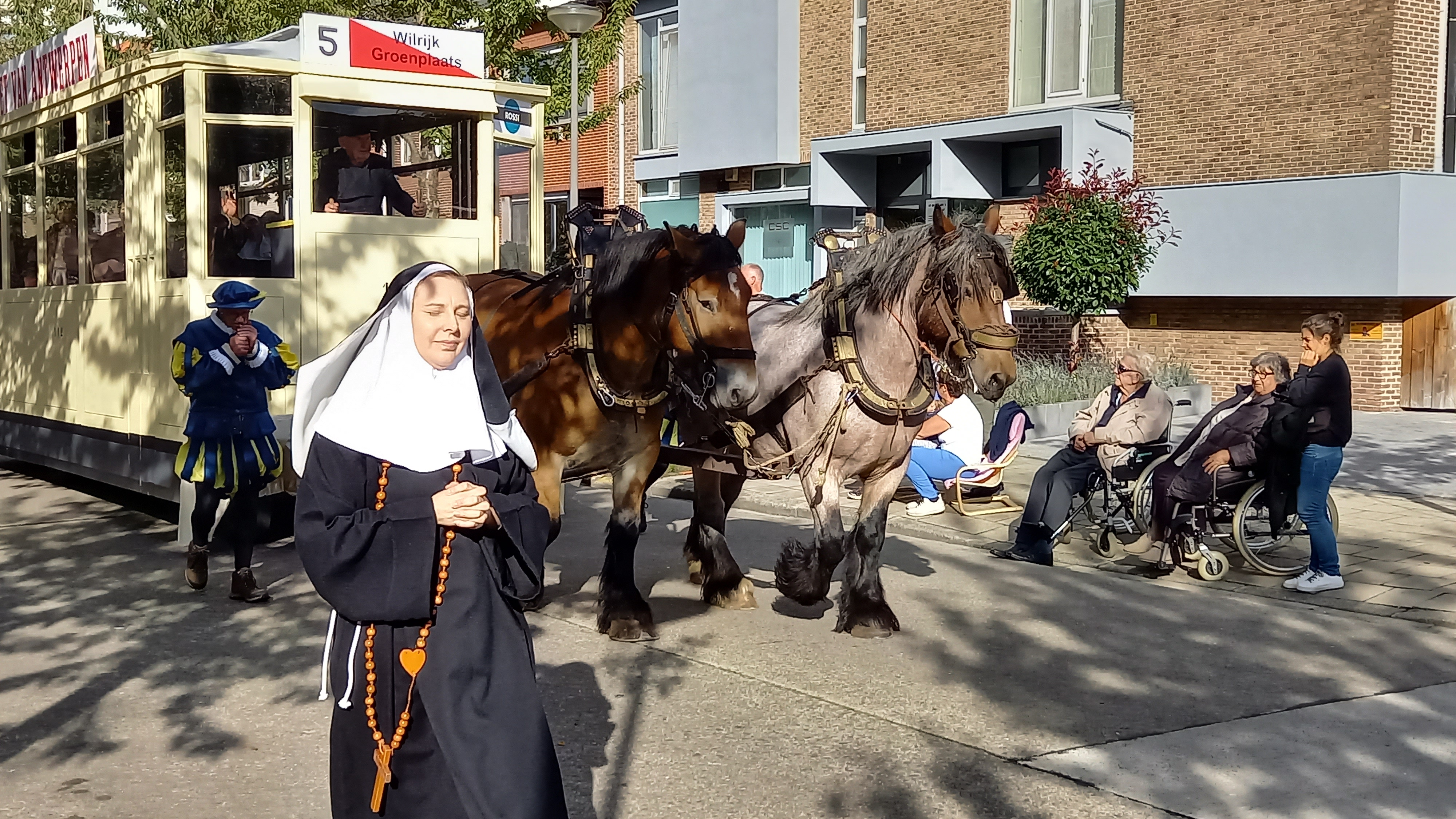
praalwagen: Tram 5 (2022)

Met twee jaar uitstel wegens de coronapandemie ging op zondag 25 september de achtste editie van de Geitestoet door. Jommeke en Lange Wapper waren opnieuw van de partij. 
Onder regie van Manu Jacobs werden de thema's leger, horeca, cultuur, geloof en multimedia van vroeger tot nu belicht. De gloednieuwe praalwagen Tram 5, de legendarische tram die tussen Wilrijk en de Groenplaats reed, deed zijn intrede in de historisch-folkloristische stoet. Ook de reus Ferre, ter nagedachtenis van Ferre Grignard uit de Wilrijkse wijk Valaar, vervoegde de reuzen Etienne, Hugo, John, Mieke en Rene. De stoet werd afgesloten met een bloemenwagen van Corsogroep Mechelen.
Wapper! Wapper! Ja Wapper, o Lange Wapper, het lied dat speciaal voor deze editie werd gecomponeerd, werd tijdens en na de stoet door Koninklijke Harmonie Sint-Bavo en Koor A La Minute opgevoerd.

## 2025
Er is sprake om de negende editie van de Geitestoet in september 2025 te laten doorgaan.